# Cantina El Nivel

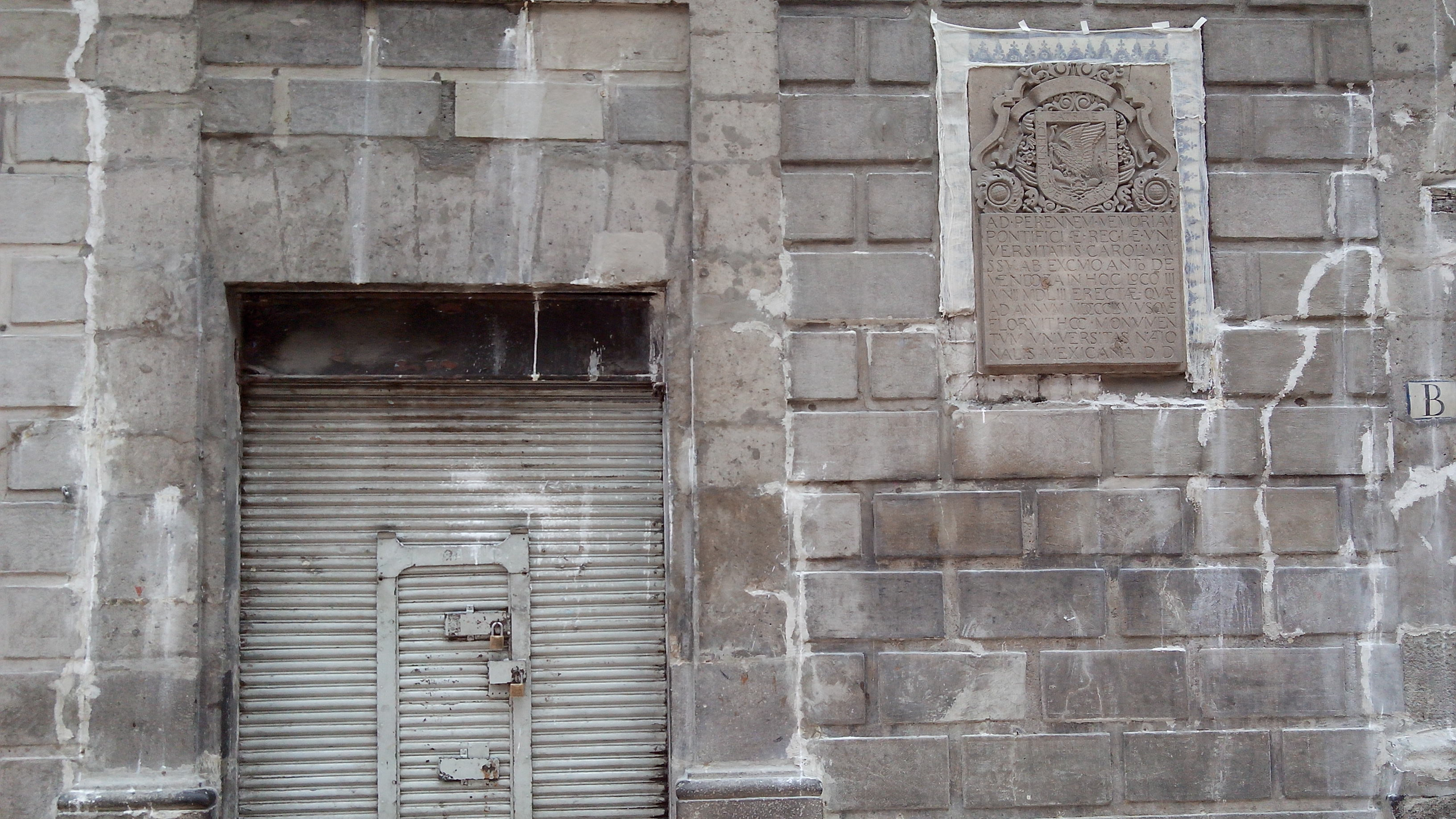
Puerta por donde se entraba a la cantina, junto a la placa colocada en 1919 que testifica la fundación de la Real y Pontificia Universidad de México.

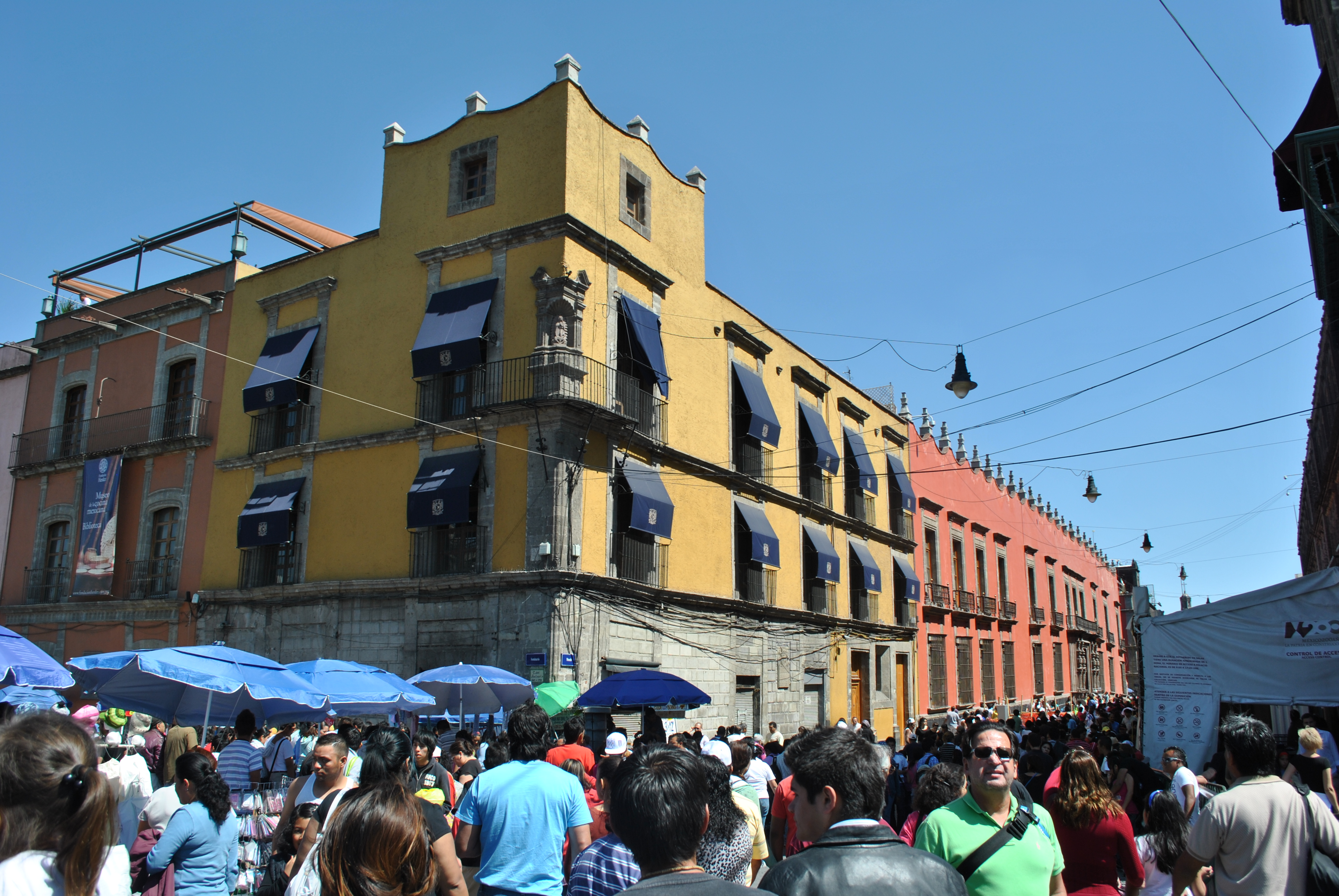
Edificio en donde se alojaba la cantina

La Cantina El Nivel fue la cantina más antigua de la Ciudad de México, ubicada en la esquina de las calles Moneda y Seminario, a un costado de Palacio Nacional, en el Centro Histórico de la capital mexicana. Su nombre se debía al Monumento Hipsográfico, que por muchos años permaneció a escasos metros de la cantina, y al que popularmente se le conoce como El Nivel.
Fue inaugurada en 1857 y clausurada en 2008, luego de que la Universidad Nacional Autónoma de México (UNAM) ganara un juicio contra sus dueños y tomó la custodia completa del edificio. Contó con la primera licencia emitida por las autoridades para el funcionamiento como expendio de bebidas alcohólicas de la capital mexicana.

## Historia
El predio del que ocupó parte la cantina El Nivel, en las calles de Moneda y Seminario, en la época de los mexicas fue ocupado por la pirámide de Tezcatlipoca. En la época virreinal fue un solar asignado a los conquistadores Martín López y Pedro González Trujillo, nombres que llevaron hasta ser cambiados por Arzobispado y San Sebastián. En 1553 se fundó la Real y Pontificia Universidad de México, por real cédula de Felipe II. La primera sede de la institución fue establecida en el predio propiedad de González Trujillo, hasta que se instaló en 1589 de forma provisional en donde se encuentra actualmente el Nacional Monte de Piedad, y en 1594 se instaló frente a la Plaza de El Volador hasta 1865, año en que fue suprimida por las Leyes de Reforma. La universidad se inauguró el 3 de julio de 1553, fecha en que Francisco Cervantes de Salazar pronunció el discurso correspondiente. Por las aulas de esta sede pasaron figuras insignes como Carlos de Sigüenza y Góngora y Juan Ruiz de Alarcón.
Entre 1852 y 1872 el predio alojó el afamado Café del Correo, que, dada su cercanía con el Palacio Virreinal y los principales edificios de poder político del virreinato, fue muy popular. El edificio cayó en deterioro tras la inundación de la ciudad de 1692, que se prolongó por varios meses. El edificio se restauró, a partir de sus cimientos originales, hacia 1743. 
"El Nivel" se inauguró en 1857, por lo que se ostentaba por tener la licencia número 1 de la capital mexicana, firmada por el entonces presidente Sebastián Lerdo de Tejada. En un primer momento no tenía nombre, pero en 1878 se inauguró el Monumento Hipsográfico, al que la gente comenzó a llamar "El Nivel", por lo que la cantina adoptó posteriormente el mismo nombre. En 1915 la cantina ocupaba prácticamente toda la planta baja del edificio.
Hacia 1919 se colocó, por promoción de Jorge Enciso, entonces inspector de Bellas Artes y Monumentos Artísticos, y un grupo de entusiastas de la recién fundada UNAM, una placa que conmemora la fundación de la Real Universidad de México en dicho sitio, que aún permanece a la derecha de lo que fue la puerta de "El Nivel", en la fachada sur del edificio. Cabe destacar que desde el año de su instalación el propio rector de la UNAM destacó lo que el presbítero e historiador Jesús García Gutiérrez notó un error gramatical en la redacción en latín de la placa, el cual permanece.
En 1924 el edificio fue rematado a Martín Urrutia y a su esposa. En 1925, el Gobierno Federal adquirió de nuevo el edificio, y hacia 1929 aparecía reportado como propiedad del Partido Nacional Revolucionario. En ese mismo año La Urbana S.A., compañía de construcción, tomó la propiedad del edificio por concepto de deudas con el gobierno. En 1940 el inmueble fue comprado por Enriqueta H. de Jáuregui.
En la década de los cincuenta "El Nivel" redujo sus instalaciones para permanecer prácticamente del mismo tamaño que el que tuvo hasta su cierre. La reducción del espacio implicó que nuevos comercios pudieran instalarse, como un consultorio de enfermedades venéreas y la marisquería La Bocana, que permaneció en el lugar hasta la década de los setenta. En 1969, en un antiguo negocio de tacos al carbón, fue inaugurado el restaurante El Cardenal, expandiendo su espacio incluso hasta el patio de distribución del inmueble.
En 1982, por decreto presidencial, el edificio pasó a formar parte del dominio público, sin que ello representara un inmediato desalojo debido a la inacción del gobierno por la crisis económica. En 1989, el edificio era compartido por el mencionado El Cardenal, una juguería, un restaurante, un laboratorio dental, un expendio de cigarros y oficinas de la Secretaría de Desarrollo Urbano y Ecología (Sedue). En 1992, "El Cardenal" abandonó el edificio. El 18 de noviembre de 1994 el inmueble pasó a formar parte del patrimonio de la UNAM, y a partir de 1996 se restauró conforme a su carácter del siglo XVIII, y recuperó su patio central, se reubicó la escalera a su emplazamiento original y se quitaron muros divisorios añadidos a lo largo de las décadas, así como la restitución de un torreón esquinado, a su tamaño original para dotar de oficinas, archivos y áreas de consulta al Programa Universitario de Estudios sobre la Ciudad, el cual tiene su sede en el edificio desde entonces.
En sus últimos años, la bebida más popular de la cantina fue el llamado Nivelungo. Su cierre ocurrió en 2008 tras dos clausuras previas y la muerte del propietario Jesús Aguirre en ese año, quién estaba amparado contra una resolución del 1 de mayo de 2006 favorable para que la UNAM no tomara posesión completa del predio.

## Visitantes distinguidos
La cantina fue frecuentada por muchas personas afamadas, muchos de los cuales aparecían fotografiados en sus visitas a la cantina. Entre los visitantes distinguidos estuvieron:
- José López Portillo[4]
- Miguel de la Madrid Hurtado[4]
- Benito Juárez[4]
- Antonio López de Santa Anna[4]
- Ernesto Zedillo Ponce de León[4]
- Jacobo Zabludovsky[4]
- Carlos Monsiváis
- Luis Donaldo Colosio